# تسويق قائم على أساس العلاقات

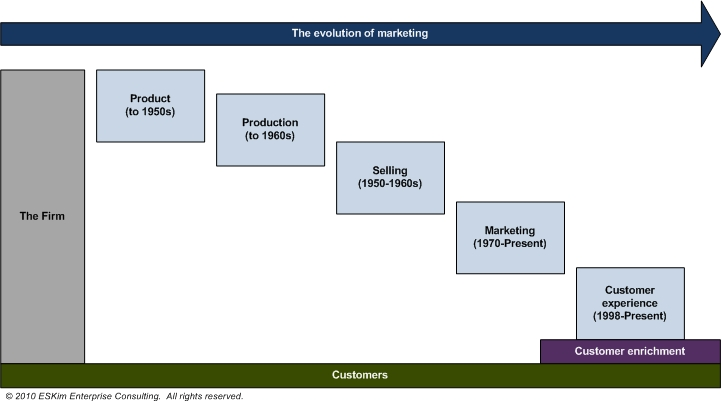
مخطط - تطور التسويق في ظل المسؤولية الاجتماعية للشركات

التسويق القائم على أساس العلاقات هو شكل من أشكال التسويق تطور من حملات التسويق المباشر التي تؤكد على استبقاء ورضا الزبون بدلًا من معاملات البيع. يختلف عن أشكال التسويق الأخرى لأنه يقر بأهمية العلاقة طويلة الأمد مع العميل ويعتبر أن التواصل أكثر من مجرد إعلان متطفل أو رسائل لترويج المبيعات. مع نمو الإنترنت والمنصات المتنقلة، تابع التسويق القائم على أساس العلاقات تطوره لأن التكنولوجيا فتحت قنوات أكثر تعاونية واجتماعية مثل أدوات إدارة العلاقات مع العملاء التي تتجاوز مجموعة البيانات المتعلقة بالخصائص السكانية وخدمة العملاء. يتوسع التسويق القائم على أساس العلاقات ليتضمن التسويق الداخلي، ومجموعة لتحسين محركات البحث والمحتوى الاستراتيجي، والعلاقات العامة، وتطوير التطبيقات ومواقع التواصل الاجتماعي.

## التطور
يشير مصطلح التسويق القائم على أساس العلاقات إلى اتفاقية يكون فيها كل من المشتري والبائع مهتمان بتبادل أكثر إرضاءً. يهدف هذا المنهج إلى تجاوز عملية التبادل بعد الشراء مع عميل ما بهدف خلق تواصل أغنى عن طريق تقديم عملية شراء شخصية أكثر، باستخدام التجربة لخلق روابط أقوى. يميز التركيز بشكل رئيسي على العلاقات طويلة الأمد مع العملاء التسويق القائم على أساس العلاقات عن تقنيات تسويقية أخرى.
قدم عالما التسويق الأمريكيين بيري (1983) وجاكسون (1985) هذه التقنية لأول مرة. ناقش بيري (1983) في مؤتمر حول قطاع تسويق الخدمات فكرة مفادها أن التسويق القائم على العلاقات هو نشاط تسويقي يتيح للمؤسسات بناء علاقات فعالة مع العملاء، والمحافظة عليها، والترويج لها. بعد دراسة طويلة الأمد حول عملية تسويق الصناعة الخدمية، تم التوصل إلى نتيجة مفادها أن الهدف الأسمى لتسويق المؤسسات لا يقتصر على الحصول على عملاء جدد بل التركيز على المحافظة على العملاء الحاليين. في نهاية المطاف، الهدف هو تحسين اهتمام الطرفين على المدى الطويل عن طريق علاقات تعاونية. تناقش الدراسة أيضًا فكرة أن تكلفة الحفاظ على العملاء القدامى أقل بكثير من تكلفة كسب عملاء جدد، وأن الحفاظ على العلاقة مع المستهلكين القدامى اقتصادية أكثر من كسب عملاء جدد. عدل جاكسون (1985) المفهوم في مجال التسويق الصناعي. وناقش فكرة أن جوهر التسويق القائم على أساس العلاقات هو جذب، وتأسيس، والحفاظ على علاقة وطيدة مع عملاء المؤسسة. بالإضافة إلى ذلك، توصلت دراسات أخرى إلى أن جوهر التسويق القائم على أساس العلاقات هو الحفاظ بشكل فعلي على العملاء الموجودين، ما يخلق اهتمامًا طويل الأمد بمنتج ما. تم التوصل إلى هذا الاستنتاج البحثي بشكل عام بعد الاقتراح الأصلي للتسويق القائم على أساس العلاقات. على أي حال، يقتصر نطاق البحث هذا على العلاقة بالعملاء القدامى، ويتجاهل ببساطة التطور الحيوي للعملاء لأن العملاء طويلو الأمد كانوا عملاء جدد في البداية. في حال تقيدت مؤسسة ما بالمحافظة على العملاء الموجودين، من المستحيل أن تحقق أي تقدم أو تنافس في السوق لأنها غير قادرة على جذب العملاء على المدى الطويل في المقام الأول.
من منظور علم الإنسان الاجتماعي، من الممكن تفسير نظرية وتطبيق التسويق القائم على أساس العلاقات على أنه اقتصاد مجاني يستخدم ميزات الاقتصاد المجاني. يدرك المسوقون، اعتمادًا على معرفتهم أو حدسهم، مبدأ المعاملة بالمثل، وهو نمط «يسبق الحداثة» من أنماط التبادل، وبدأوا باستخدامه.
بالتالي يتمحور التسويق القائم على أساس العلاقات على كسب عملاء مخلصين. وفقًا لليان ألفي، من الممكن تطبيق التسويق القائم على أساس العلاقات عند وجود منتجات بديلة منافسة ليختار العملاء من بينها، ووجود رغبة مستمرة بذلك المنتج. تقترح الأبحاث التي تدرس التسويق القائم على أساس العلاقات أنه بإمكان الشركات القيام بذلك عن طريق ثلاث استراتيجيات قيمة: السعر الأفضل، أو المنتج الأفضل، أو الخدمة الأفضل. بالتالي يمكن للشركات نقل رسالة التسويق القائم على أساس العلاقات الخاصة بها عن طريق القيم المقترحة.
سهلت عدة أجيال من برمجيات إدارة العلاقات مع العملاء، التي تتبع وتحلل تفضيلات ونشاطات كل عميل، تطبيق التسويق القائم على أساس العلاقات. على سبيل المثال، يمكن لمصنع سيارات لديه قاعدة بيانات تشمل توقيت وكيفية شراء العملاء لمنتجاته، بما في ذلك البيانات المتعلقة بخياراتهم وتمويل الشراء، تطوير خدمات تسويقية وجهًا لوجه وفوائد للمنتج. بالإضافة إلى ذلك، تُستخدم هذه البرمجيات بشكل مكثف في تطبيقات الويب. يمكن إنشاء ملف شخصي لعملية تبضع المستهلك كشخص يتبضع على الإنترنت، ومن ثم يُستخدم لتخمين تفضيلاته المحتملة. يمكن تقديم هذه العروض المحتملة إلى العميل عن طريق البيع العابر، أو توصيات البريد الإلكتروني وطرق أخرى.
نُقل استخدام التسويق القائم على أساس العلاقات إلى البريد المباشر أيضًا. يمكن للمسوقين استخدام قدرات الصحافة الرقمية والمطبوعة لإنتاج قطع فريدة ومخصصة لكل مستلم عن طريق طباعة البيانات المتغيرة. يمكنهم جعل البيانات شخصية عن طريق المعلومات الموجودة في قواعد بياناتهم، بما في ذلك الاسم، والعنوان، والخصائص السكنية، وتاريخ الشراء، وعشرات إلى مئات العوامل المتغيرة الأخرى. تكون النتيجة عبارة عن قطع مطبوعة تعكس الاحتياجات الفردية والتفضيلات لكل مستلم، ما يعزز من خصوصية القطعة ومن معدل الاستجابة.

## النطاق
بالإضافة إلى ذلك، تأثر التسويق القائم على أساس العلاقات بإعادة هندسة الأعمال. وفقًا لنظرية عملية إعادة هندسة الأعمال، يجب بناء المنظمة بصورة تتيح إتمام المهام والعمليات بدلًا من الوظائف. بالتالي، يجب أن تكون الفرق متعددة الوظائف مسؤولة عن عملية كاملة من بدايتها وحتى نهايتها بدلًا من نقل العمل من قسم وظيفي إلى آخر، بينما يستخدم التسويق التقليدي منهج القسم الوظيفي حيث تتولى أقسام مختلفة مراحل الإنتاج. ما تزال من الممكن رؤية إرث التسويق التقليدي في العوامل الأربعة للمزيج التسويقي: السعر، وإدارة المنتج، والترويج، والمكان. وفقًا لغوردون (1999)، يُعتبر المزيج التسويقي محدودًا جدًا ليقدم إطار عمل قابل للاستخدام لتقييم وتطوير العلاقات مع العملاء في العديد من الصناعات ويجب استبداله بنموذج التسويق القائم على أساس العلاقات حيث ينصب التركيز على المستهلكين، والعلاقات، والتفاعل مع مرور الزمن بدلًا من الأسواق والمنتجات.
على النقيض من ذلك، يُعتبر التسويق القائم على أساس العلاقات متعدد الوظائف، ومنظمًا إذ يدور حول عمليات تشمل جميع جوانب المنظمة. في الواقع، يفضل بعض المعلقين إطلاق اسم «إدارة العلاقات» على التسويق القائم على أساس العلاقات لأنه يتضمن جوانب أكثر بكثير من التسويق العادي.
بسبب مجاله الواسع، من الممكن أن يكون التسويق القائم على أساس العلاقات فعالًا في سياقات عديدة. بالإضافة إلى كونه مرتبطًا بالأعمال «القائمة على كسب الربح»، توضح الأبحاث أن التسويق القائم على أساس العلاقات من الممكن أن يكون مفيدًا للمنظمات العاملة في القطاعين التطوعي والعام.